# Taverna romana

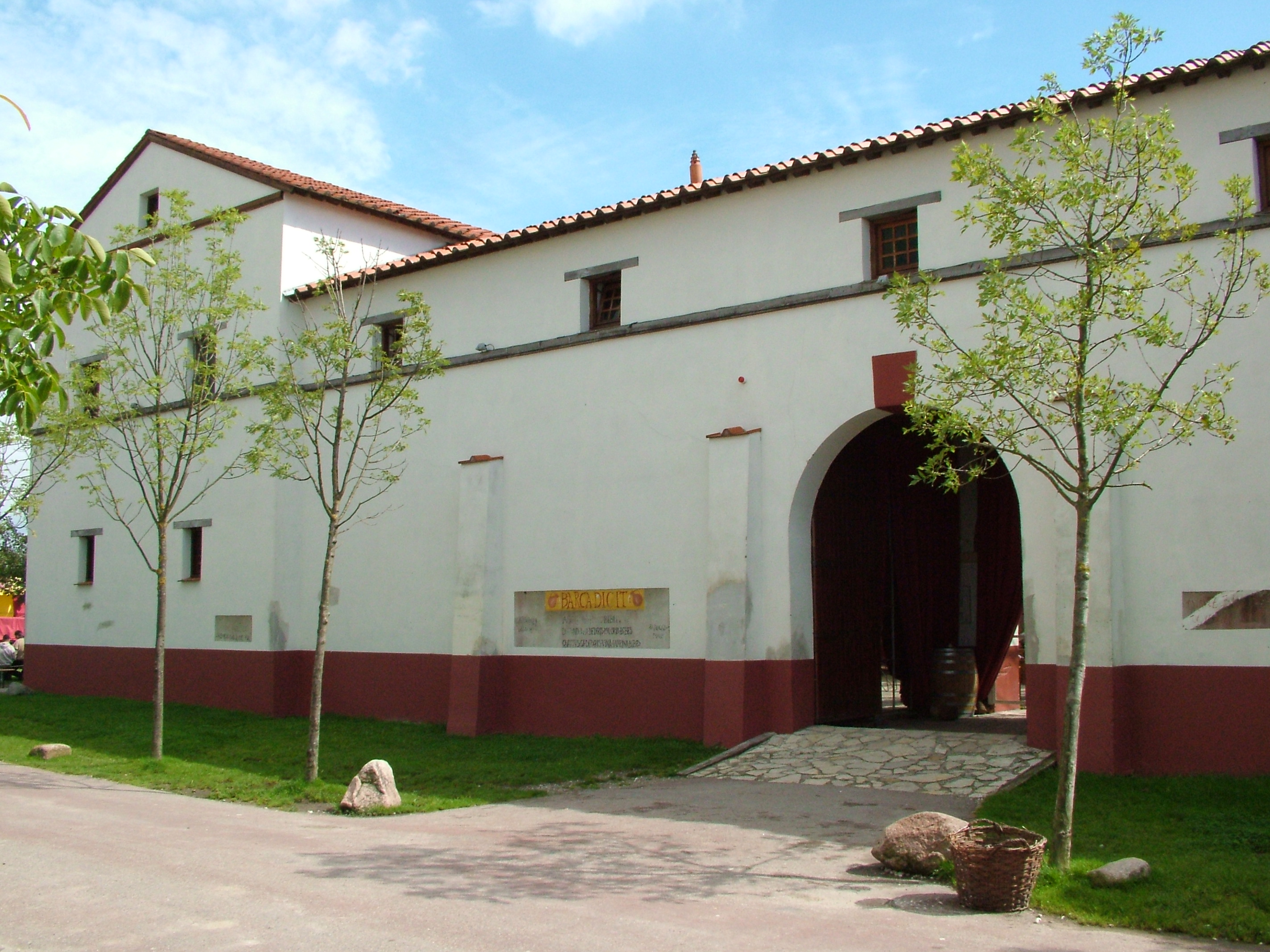
Reconstrucció d'una taverna romana al parc arqueològic d'Archeon, a Alphen aan den Rijn (Països Baixos)

Una taverna (en llatí taberna, en plural tabernae), a l'antiga Roma, era una parada en una calçada on descansar o passar la nit, per a viatgers una mica més benestants que requerien més refinament que el que es donava a les cauponae.
Originàriament, la paraula taberna es referia a una cabana o caseta, i després va significar simplement 'botiga'. S'instal·laven als baixos de les insulae, obertes al carrer. N'existien de diversos tipus, com ara les tabernae argentariae que eren cases de banca, i les més conegudes, les tabernae vinariae, on es venia vi i diverses classes d'aliments.
En els primers temps de les calçades, les cases situades a prop d'alguna eren obligades per llei a oferir hospitalitat al qui ho requerís. No hi ha dubte que les cases més freqüentades es van convertir molt aviat en les primeres tavernes, que eren més semblants a hostals que no a les tavernes tal com es conceben actualment.
A mesura que Roma creixia, les seves tabernae es van tornar més luxoses i adquirien bona o mala fama segons els seus serveis. Unes de les més anomenades van ser les Tabernae Caediciae, a Sinuessa, a la Via Àpia. Moltes ciutats van créixer al llarg del temps al voltant d'un complex de tavernes, com és el cas de Rheinzabern a Renània i Saverne, coneguda com les Tres Tabernae a Alsàcia.